# Книга Пта
Книга Пта (англ. The Book of Ptath) — науково-фантастичний роман канадського письменника Альфреда ван Вогта, вперше опублікований в жовтні 1943 року журналом «Unknown».

## Зміст
Птат — бог із далекого майбутнього Землі, віддаленого на 100 млн. років, коли суша знову об'єднається й утворить єдиний суперконтинент, який називається Ґонвонлейн. Птат правив цією планетарною нацією зі своїми двома дружинами-богинями; його божественна сила живилась молитвами жінок, а богині її отримували від Птата.
Перед початком роману Птат вирішив здійснити подорож у часі та втілитися в серію смертних з історії Землі. Поки він був відсутній, одна з його дружин-богинь Інезія намагається узурпувати його владу, ув’язнивши іншу дружину-богиню Лооні та заборонивши жінкам молитися, таким чином усунувши Птата від джерела його сили, зберігши свою власну.
Вона вигадує як повернути Птата до Ґонвонлейну до завершення його подорожі, без його здібностей та пам'яті, та вбити його. Але він повертається у своєму безсмертному тілі, і на додачу до своєї, ще й зі свідомістю останнього втілення – щойно загинувшого танкового командира 20-го століття.
З точки зору Птата, він був убитий у своєму танку, а потім одразу прокинувся (голий, ідучи дорогою) у далекому майбутньому.
Історія розповідає про те, як Птат рятує свою другу дружину, дізнається про своє безсмертне тіло, божественні здібності та веде війну проти своєї злої дружини. Завдання ускладнює здатність дружин вселятися в довільні тіла жіночої статі та спонукати його до дій, які він не може поки що оцінити.